# Dywizje bezpieczeństwa III Rzeszy
Dywizje bezpieczeństwa III Rzeszy (ochronne, zabezpieczające), niem. Sicherungs-Divisionen – niemieckie formacje wojskowe z czasów II wojny światowej. Utworzono je w 1941 roku, w związku z planem Barbarossa, częściowo z przekształceń istniejących dywizji obrony krajowej (Landwehrdivisionen). Miały zabezpieczać zaplecza odcinków frontu, dlatego też podlegały komendantom terenów tyłowych. Część z nich podlegała później także armiom. Skład dywizji był podobny, różniły się one liczbami podlegających wojsk zabezpieczających i dowództw. 

## Typowy skład dywizji
- sztab dywizji
- grupa tajnej policji polowej
- pułk piechoty
- batalion artylerii

(pułk piechoty - baon artylerii służyły jako grupy uderzeniowe)
- pułk strzelców obrony krajowej
- oddziały żandarmerii
- obozy przejściowe
- oddziały zaopatrzenia
- kompania sanitarna
- pluton ambulansów
- oddział zaopatrzenia żywnościowego
- piekarnie polowe
- rzeźnie
- poczta

Później w skład dywizji wchodziły także jednostki ochotników radzieckich, a także kompanie zdobycznych czołgów

## Lista dywizji bezpieczeństwa
- 52 Dywizja Bezpieczeństwa
- 201 Dywizja Bezpieczeństwa
- 203 Dywizja Bezpieczeństwa
- 207 Dywizja Bezpieczeństwa
- 213 Dywizja Bezpieczeństwa
- 221 Dywizja Bezpieczeństwa
- 281 Dywizja Bezpieczeństwa
- 285 Dywizja Bezpieczeństwa
- 286 Dywizja Bezpieczeństwa
- 325 Dywizja Bezpieczeństwa
- 390 Dywizja Bezpieczeństwa
- 391 Dywizja Bezpieczeństwa
- 403 Dywizja Bezpieczeństwa
- 444 Dywizja Bezpieczeństwa
- 454 Dywizja Bezpieczeństwa